# Popillia patkiana
Popillia patkiana är en skalbaggsart som beskrevs av Gilbert John Arrow 1917. Popillia patkiana ingår i släktet Popillia och familjen Rutelidae. Inga underarter finns listade i Catalogue of Life.